# James Smith (boxare)
James "Bonecrusher" Smith, född 3 april 1953 i Magnolia i Duplin County, North Carolina, är en amerikansk före detta professionell boxare som under en kort period 1986–87 var WBA-världsmästare i tungvikt.
Smith blev den förste tungviktsmästaren med betyg från college.

## Boxningskarriär

### Sent proffs i tidig titelmatch
Smith blev proffs ganska sent i sin karriär, vid 28 års ålder, och han förlorade också sin första match; detta på teknisk knockout mot James Broad i Atlantic City i november 1981.
Tre år senare, i november 1984, var han efter 14 raka segrar dock plötsligt framme vid en titelmatch – mot Larry Holmes om IBF-titeln. Efter att ha skakat Holmes tappade Smith kraft mot slutet och på inrådan av läkare stoppades matchen i 12:e ronden på grund av ett djupt jack vid Smiths öga.
Smith kom tillbaka 1985 men hans facit blev skakigt. Han förlorade ett 10-ronders poängbeslut mot framtida världsmästaren Tony Tubbs i en elimineringsmatch om en VM-titel, vann över kubanske Jose Ribalta, men fick därpå stryk av ex-världsmästaren Tim Witherspoon. Även i februari 1986 blev det en förlust, mot Marvis Frazier, trots att Frazier under matchen fått käken avslagen. Vid denna tid började Smith besöka en psykiater för att få hjälp.

### Oväntad världsmästare
Och kanske hjälpte besöken hos (den andra) psykiatern han träffade. För i sin nästa match krossade Smith före detta världsmästaren Mike Weaver med en vinst på TKO i rond 1 vilket följdes upp med två poängsegrar över Jesse Ferguson och David Bey inom några månader. I december 1986, när han förberedde sig för en match mot Mitch "Blood" Green, informerade promotorn Don King med kort varsel honom att han istället skulle få gå en match om WBA-titeln mot Tim Witherspoon då Tony Tubbs plötsligt dragit sig ur.
Med vetskap om Witherspoons mentala trötthet på grund av en ständig juridisk konflikt med Don King och med ett miljonkontrakt som vinkade om hörnet för vinnaren i en uppgörelse med WBC-mästaren Mike Tyson, satsade Smith allt på ett kort. Han slog ner den vanligtvis uthållige Witherspoon tre gånger i öppningsronden och tog en chockerande TKO-vinst som gav honom WBA-titeln.

### Förlust av titel
I Las Vegas i mars 1987 satte Smith sitt bälte på spel mot Mike Tyson i den första av de två tänkta matcher som skulle ena de tre stora VM-titlarna; WBC, WBA och IBF. Tyson försökte i sedvanlig stil gå på knockout men en avvaktande Smith höll emot; trots det förlorade han nästan varje rond och till slut stort på poäng efter 12 ronder i en tråkig match där publiken under de sista minuterna buade. Smith hade förlorat sin VM-titel på ett sätt som innebar att han i framtiden av Tysons dåvarande chef Jim Jacobs förvägrades gå matcher på samma gala som Tyson.

### Slutet
I juni 1999 gick Smith, 46 år gammal, sin sista match – mot den 4 år äldre gamle mästaren Larry Holmes. Holmes vann på TKO i rond 8.

## Livet efter boxningen
Smith blev pastor år 1996 och började då att ägna sitt liv åt att hjälpa unga människor att hålla sig borta från kriminalitet och droger.
Under 2002 grundade han den ideella organisationen "Champions for Kids" som delar ut stipendier till gymnasieelever. Smith började sedan arbeta som rekryterare och direktör för "Intramural Athletics" på Sandhills Community College i juni 2005, senare för Working Families Party i New York.
James "Bonecrusher" Smith bor idag i Myrtle Beach, South Carolina.

### Webbkällor
- Smith på boxrec.com